# Broscodera
Broscodera is een geslacht van kevers uit de familie van de loopkevers (Carabidae). De wetenschappelijke naam van het geslacht is voor het eerst geldig gepubliceerd in 1961 door Lindroth.

## Soorten
Het geslacht Broscodera omvat de volgende soorten:
- Broscodera dreuxi Deuve, 1990
- Broscodera holzschuhi Wrase, 1995
- Broscodera insignis Mannerheim, 1852
- Broscodera morvani Deuve, 2004